# GNU 아페로 일반 공중 사용 허가서
GNU 아페로 일반 공중 사용 허가서(GNU Affero General Public License)는 2007년 11월 자유 소프트웨어 재단이 출판한 자유 카피레프트 라이선스로서, GNU 일반 공중 사용 허가서 v3 및 아페로 일반 공중 사용 허가서에 네트워크와 상호 작용하는 소프트웨어의 소스 코드도 공개해야 한다는 조항을 추가한 것이다.
자유 소프트웨어 재단은 일반적으로 네트워크 상에서 수행되는 모든 소프트웨어에 대해 GNU AGPLv3을 고려할 것을 권장하고 있다. 오픈 소스 이니셔티브는 Funambol사가 오픈 소스 라이선스로의 고려를 위해 제출한 이후 GNU AGPLv3를 2008년 3월 오픈 소스 라이선스로 승인하였다.

## 같이 보기
- 자유 소프트웨어 사용권
- GNU 일반 공중 사용 허가서
- GNU 약소 일반 공중 사용 허가서
- GNU 자유 문서 사용 허가서